# Archidiocèse de Pelotas
L'archidiocèse de  est une circonscription ecclésiastique de l'Église catholique au Brésil.
Son siège se situe dans la ville de Pelotas, dans l'État du Rio Grande do Sul.
Depuis 2009, son archevêque est Jacinto Bergmann (pt).